# Frederik Prausnitz
Frederik William Prausnitz (* 26. August 1920 in Köln; † 12. November 2004 in Lewes, Delaware, USA) war ein deutsch-amerikanischer Dirigent.

## Leben
Frederik Prausnitz emigrierte mit seiner Familie 1937 in die USA, um dem Militärdienst im NS-Staat zu entgehen. Er studierte von 1941 bis 1945 an der Juilliard School und unterrichtete dort von 1947 bis 1961. Von 1961 bis 1969 wirkte er als Dirigent des New England Conservatory Orchestra in Boston. Danach ging er nach London und dirigierte führende britische Orchester wie das BBC Symphony Orchestra.
Zurück in den USA, war er von 1971 bis 1974 Chefdirigent des Syracuse Symphony Orchestra. Von 1976 bis 1998 lehrte er am Peabody Institute in Baltimore, zunächst war er bis 1980 Musikdirektor des Peabody Symphony Orchestra, anschließend leitete er bis 1998 das Fach Orchesterdirigieren.
Prausnitz setzte sich in den USA besonders für zeitgenössische Musik von Arnold Schönberg bis Karlheinz Stockhausen ein, auch für amerikanische Komponisten wie Elliott Carter und Roger Sessions, der ihm seine 9. Sinfonie widmete. Außerdem war er ein gefragter Mahler-Interpret und wurde 1974 mit der Mahler Medal of Honor der amerikanischen Bruckner-Gesellschaft ausgezeichnet.
Zu seinen wichtigsten Schriften zählen Score and Podium. A Complete Guide to Conducting (1983) und Roger Sessions. A Critical Biography (2002).